# Plahteevca, Cetatea Albă
Plahteevca, în trecut și Curudere (în ucraineană Плахтіївка, transliterat: Plahtiivka) este localitatea de reședință a comuna Plahteevca din raionul Cetatea Albă, regiunea Odesa, Ucraina.

## Demografie
Componența lingvistică a comunei Plahteevca
     Ucraineană (93,89%)
     Rusă (5,38%)
     Alte limbi (0,52%)
Conform recensământului din 2001, majoritatea populației comunei Plahteevca era vorbitoare de ucraineană (93,89%), existând în minoritate și vorbitori de rusă (5,38%).